# Oleksandr Ponomarjov
Oleksandr Valerijovtisj Ponomarjov (Oekraïens: Олександр Валерійович Пономарьов; Chmelnytsky, 9 augustus 1973), is een zanger en voormalig bokser uit Oekraïne.

## Biografie
Oleksandr Ponomarjov werd geboren in Chmelnytsky, in het huidige Oekraïne. Als kind had Ponomarjov vaak te maken met bloedarmoede. 
Vanaf zijn zesde jaar deed hij aan boksen, een van zijn eerste passies. Een sportloopbaan leek wat betreft talent mogelijk, maar door een blessure aan zijn hoofd was zijn gezichtsvermogen flink achteruit gegaan. Hierdoor werd hem op medische gronden verboden nog te boksen. Ponomarjov had al eerder gedroomd van een carrière in de muziek, maar zijn familie had in eerste instantie het geld niet. Nadat er geld overbleef vanwege zijn stop met het boksen, besloot hij zich aan te melden bij een muziekschool. Vanaf twaalfjarige leeftijd had Ponomarjov al gitaar gespeeld, maar op de muziekschool leerde hij ook piano spelen.
Sinds 1992 deed Ponomarjov mee aan tientallen festivals, zowel in eigen land als internationaal. In 1998 gaf de Oekraïense regering hem de onderscheiding Geëerd Artiest van Oekraïne. In 2006 werd deze onderscheiding omgezet in Volksartiest van Oekraïne, de hoogste muzikale onderscheiding in het land.
In 2003 was hij de eerste kandidaat ooit die voor Oekraïne deelnam aan het Eurovisiesongfestival. Vergezeld van een slangenmens werd hij veertiende.
Van 2011 tot en met 2013 en in 2015 was hij coach bij Holos Krainy, de Oekraïense versie van The Voice. In 2013 had hij de winnende kandidaat in zijn team.

## Discografie

### Albums
- 1996 - Z rankoe do notsji
- 1997 - Persja i ostannja ljoebov
- 2000 - Vona
- 2001 - Vin
- 2006 - Ja ljoebljoe tilky tebe
- 2007 - Nitsjenkojoe

2003: Oleksandr Ponomarjov · 
2004: Ruslana · 
2005: GreenJolly · 
2006: Tina Karol · 
2007: Vjerka Serdjoetsjka · 
2008: Ani Lorak · 
2009: Svitlana Loboda · 
2010: Alyosha · 
2011: Mika Newton · 
2012: Gaitana · 
2013: Zlata Ohnevytsj · 
2014: Maria Jaremtsjoek · 
2016: Jamala · 
2017: O.Torvald · 
2018: Mélovin · 
2021: Go_A · 
2022: Kalush Orchestra · 
2023: Tvorchi · 
2024: Alyona Alyona & Jerry Heil · 
2025: Ziferblat